# August Gustav Heinrich von Bongard
August Gustav Heinrich von Bongard, auch Gustav Petrovich, Petrovic(č) Bongard, (* 12. September 1786 in Bonn; † 25. Augustjul. / 6. September 1839greg. in Sankt Petersburg) war ein deutscher Botaniker. Sein offizielles botanisches Autorenkürzel lautet „Bong.“ Auf Russisch ist er bekannt als Густав Петрович Бонгард.

## Leben und Wirken

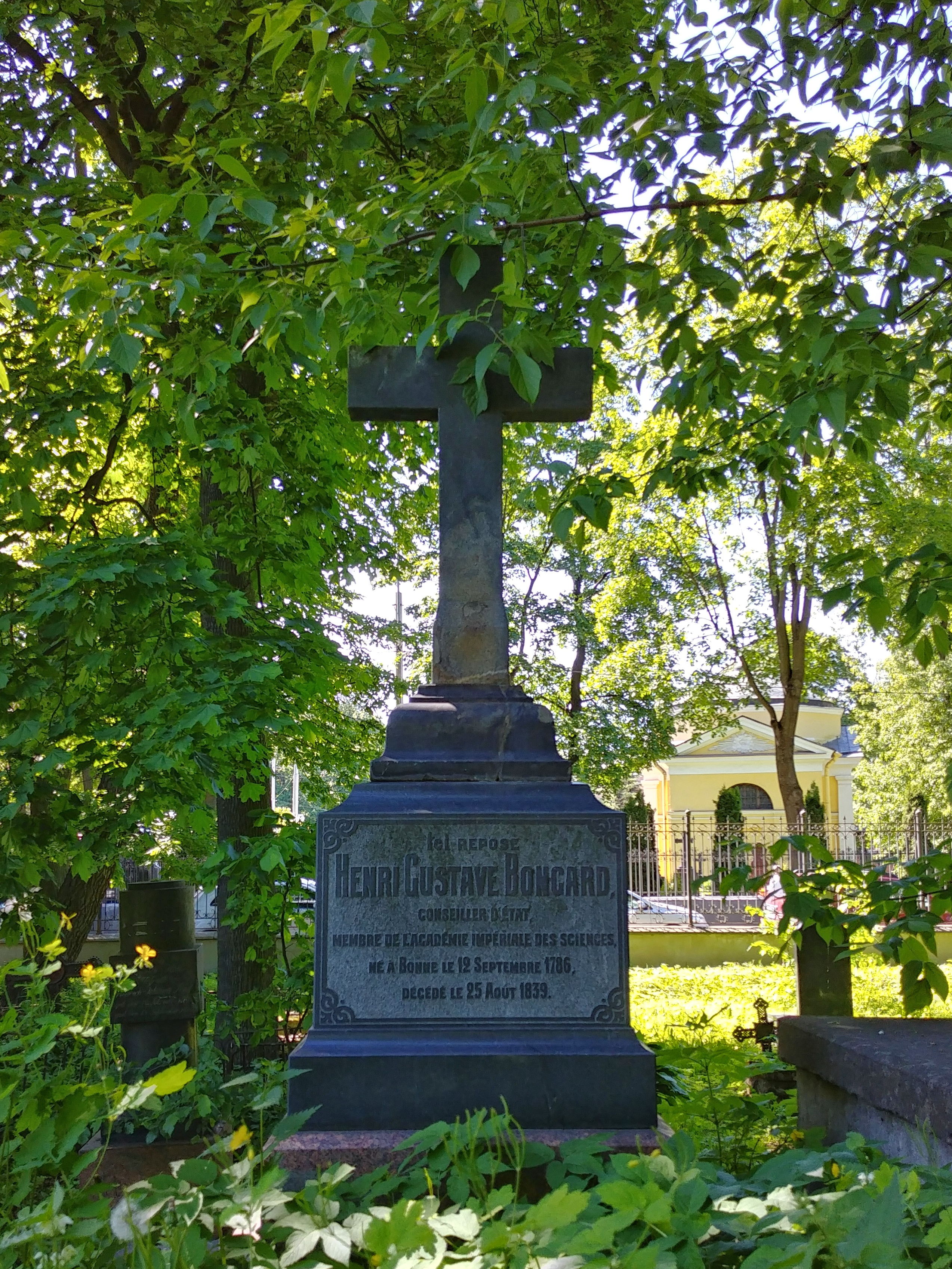
Grab von Heinrich [Henri] Gustav Bongard auf dem lutherischen Friedhof von Smolensk in St. Petersburg

Gustav Heinrich von Bongard arbeitete in Sankt Petersburg. Er war einer der ersten Botaniker, die die in Alaska (damals noch zu Russland gehörend) neu entdeckten Pflanzen beschrieben. Die meisten von ihm beschriebenen Pflanzen stammten aus der Sammlung von Karl Heinrich Mertens in Sitka (Alaska). Zum Beispiel verfasste von Bongard die Erstbeschreibung der Sitka-Fichte und der Rot-Erle.
1829 wurde er korrespondierendes und 1836 außerordentliches Mitglied der Petersburger Akademie der Wissenschaften.

## Ehrentaxon
Wahrscheinlich nach ihm wurde die Gattung Bongardia der Pflanzenfamilie der Berberitzengewächse (Berberidaceae) benannt.

## Werke
- Verzeichniß der im Jahre 1838 am Saisang-Nor und am Irtysch gesammelten Pflanzen (zusammen mit C. A. Meyer), 1841